# Sciadia torvaria
Sciadia torvaria är en fjärilsart som beskrevs av Jacob Hübner 1813. Sciadia torvaria ingår i släktet Sciadia och familjen mätare. Inga underarter finns listade.